# Інститут виноградарства і виноробства імені В. Є. Таїрова

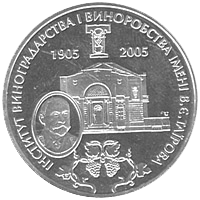
Монета до 100-ї річниці заснування Інституту виноградарства та виноробства, випущена Національним банком України

Національний науковий центр «Інститут виноградарства і виноробства ім. В. Є. Таїрова» — науковий центр досліджень у галузі виноградарства та виноробства. Створений у 1905 році Василем Єгоровичем Таїровим як наукова станція.

## Структура
В інституті діють сім відділів та п'ять лабораторій:
- Відділ екології винограду;
- Відділ виноградарства;
- Відділ виноробства;
- Відділ механізації;
- Відділ розсадництва та розмноження винограду;
- Відділ селекції;
- Відділ наукових досліджень з питань інтелектуальної власності та маркетингу інновацій;
- Лабораторія агрохімії;
- Лабораторія агрокліматології;
- Лабораторія клонової селекції;
- Лабораторія вірусології та мікробіології;
- Лабораторія захисту рослин.